# Neoarctia lafontainei
Neoarctia lafontainei är en fjärilsart som beskrevs av Ferguson 1985. Neoarctia lafontainei ingår i släktet Neoarctia och familjen björnspinnare. Inga underarter finns listade i Catalogue of Life.